# La Plata
 For alternative betydninger, se La Plata (flertydig). (Se også artikler, som begynder med La Plata)
 Ikke at forveksle med Mar del Plata.
La Plata er hovedstaden i provinsen Provincia de Buenos Aires i Argentina. Byen blev grundlagt af guvernør Dardo Rocha den 19. november 1882. La Plata blev delstats-hovedstad efter, at hovedstaden Buenos Aires blev udskilt som et føderalt område i 1880. Byen har 193.144 (2010) indbyggere.

## Historie
La Plata blev i tiden fra 1882–1884 tegnet af arkitekten Pedro Benoit for at udskille provinshovedstaden fra hovedstaden Buenos Aires, som samtidig blev forvandlet til distriktet Distrito Federal og dermed udskilt fra Buenos Aires-provinsen.
Allerede i året 1885 havde byen 21.792 indbyggere (8.918 argentinere, 12.874 italienere), som alle boede i træhuse og hytter. Samtidig begyndte bygningen af en dobbeltkanal, der skulle forbinde La Plata med den 5 km nordøstlige liggende havn Ensenada.
Byen har universitet (fra 1905), astronomisk observatorium og et naturhistorisk museum, som særlig er bekendt ved dets enestående palæontologiske samling. Byen har været bispesæde siden 1897.